# Ben Hope
Il Ben Hope è una montagna posta nella Scozia settentrionale di 927 m s.l.m.. 

## Descrizione

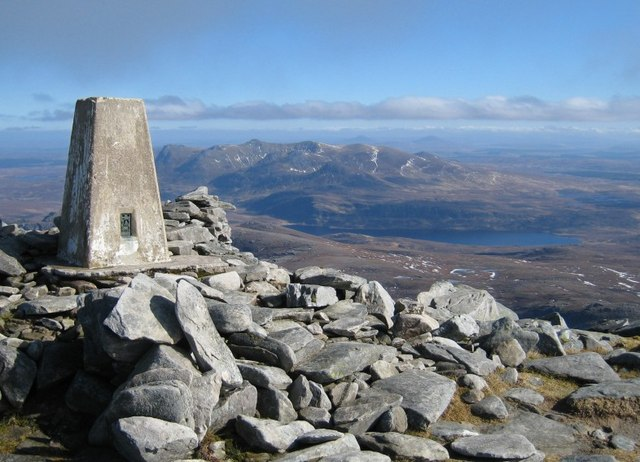
Il pilastrino geodetico sulla cima

Essa è una montagna slegata da una catena montuosa e si eleva sola come picco in una regione prevalentemente pianeggiante, a sud est del Loch Hope nella contea di Sutherland. La montagna ha una forma triangolare. Qui crescono molti fiori alpini ed il terreno è molto roccioso.

## Accesso alla cima
La principale via di ascesa alla montagna parte dallo Strathmore, ad ovest del monte, dove vi è anche un vasto parcheggio per gli escursionisti e da lì si diramano diversi sentieri per passeggiate o scalate verso la montagna. Nei giorni di cielo limpido è possibile vedere il Pentland Firth, Loch Eriboll e le vicine montagne di Arkle e Foinaven, oltre alle Isole Orcadi.